# Kepler-1649c
Kepler-1649c là một ngoại hành tinh "Siêu Trái Đất". Đây là một ngoại hành tinh quay quanh ngôi sao dãy chính (Do sự tranh cãi về khám phá), được coi là khu vực có thể sống được, nó cách Trái Đất khoảng 300 năm ánh sáng. Với khối lượng ít nhất gấp 1,25 lần khối lượng Trái Đất. Hành tinh này thuộc Chòm sao Thiên Nga.

## Đặc điểm

### Hệ hành tinh

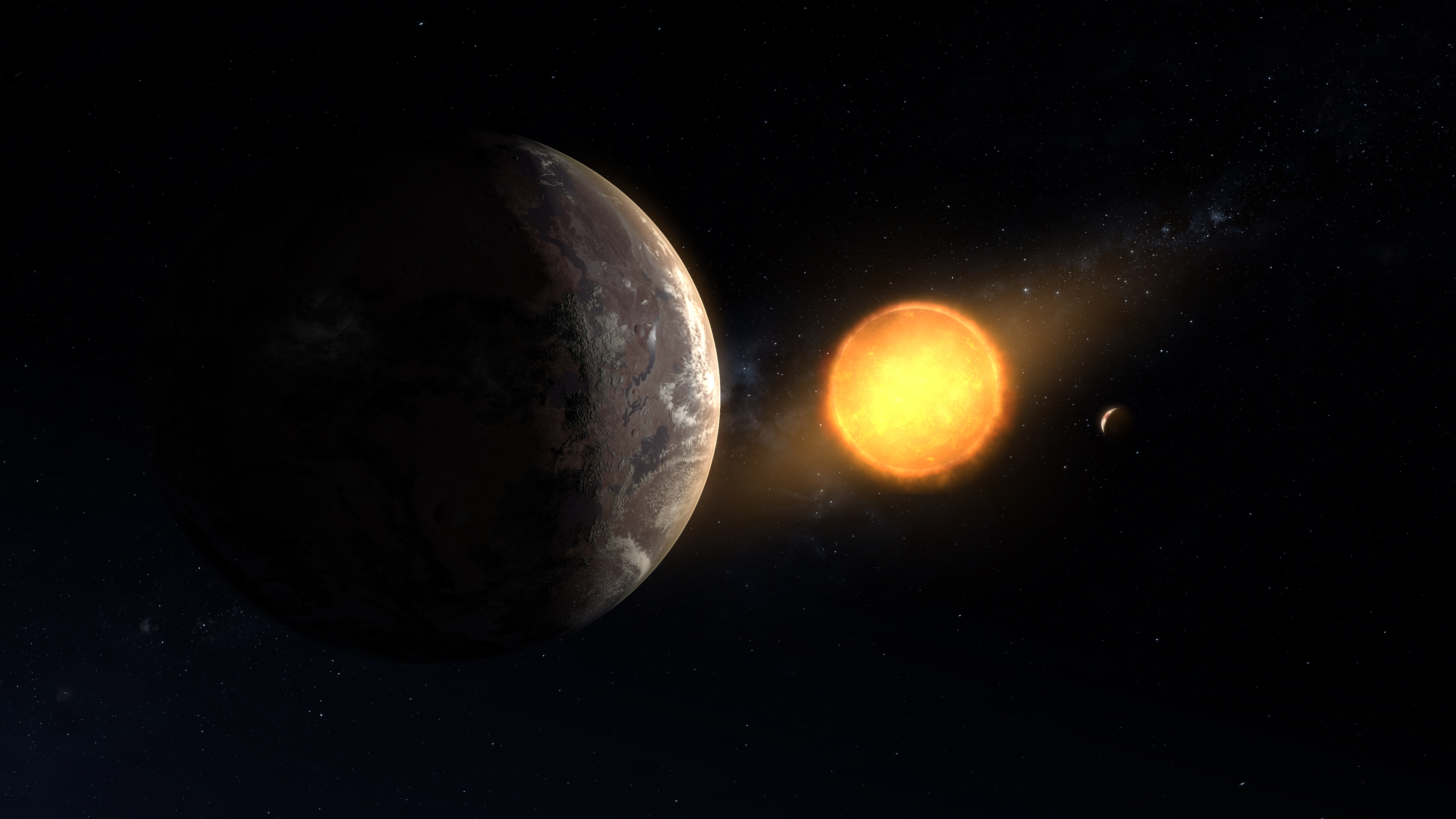
Mô phỏng của hoạ sĩ bằng gương phản chiếu phương pháp quá cảnh

Ngôi sao này có hai hành tinh đó là b và c, trong đó có Kepler-1649c, một ngoại hành tinh giống Trái Đất mới được tìm thấy.

### Ngôi sao mẹ
Ngôi sao Kepler-1649 có loại quang phổ là M8V. Với khối lượng nhỏ hơn Mặt Trời một chút.

### Quỹ đạo
Chu kì phải mất 20 ngày để hoàn thành quỹ đạo, nhanh hơn quỹ đạo Sao Thủy phải mất 88 ngày. Khoảng cách từ Kepler-1649c đến ngôi sao mẹ là 0,255 AU.

## Sự sống
Vào năm 2020, các nhà thiên văn học là "Siêu Trái Đất" theo vùng có thể sống được (Như hình vẽ)

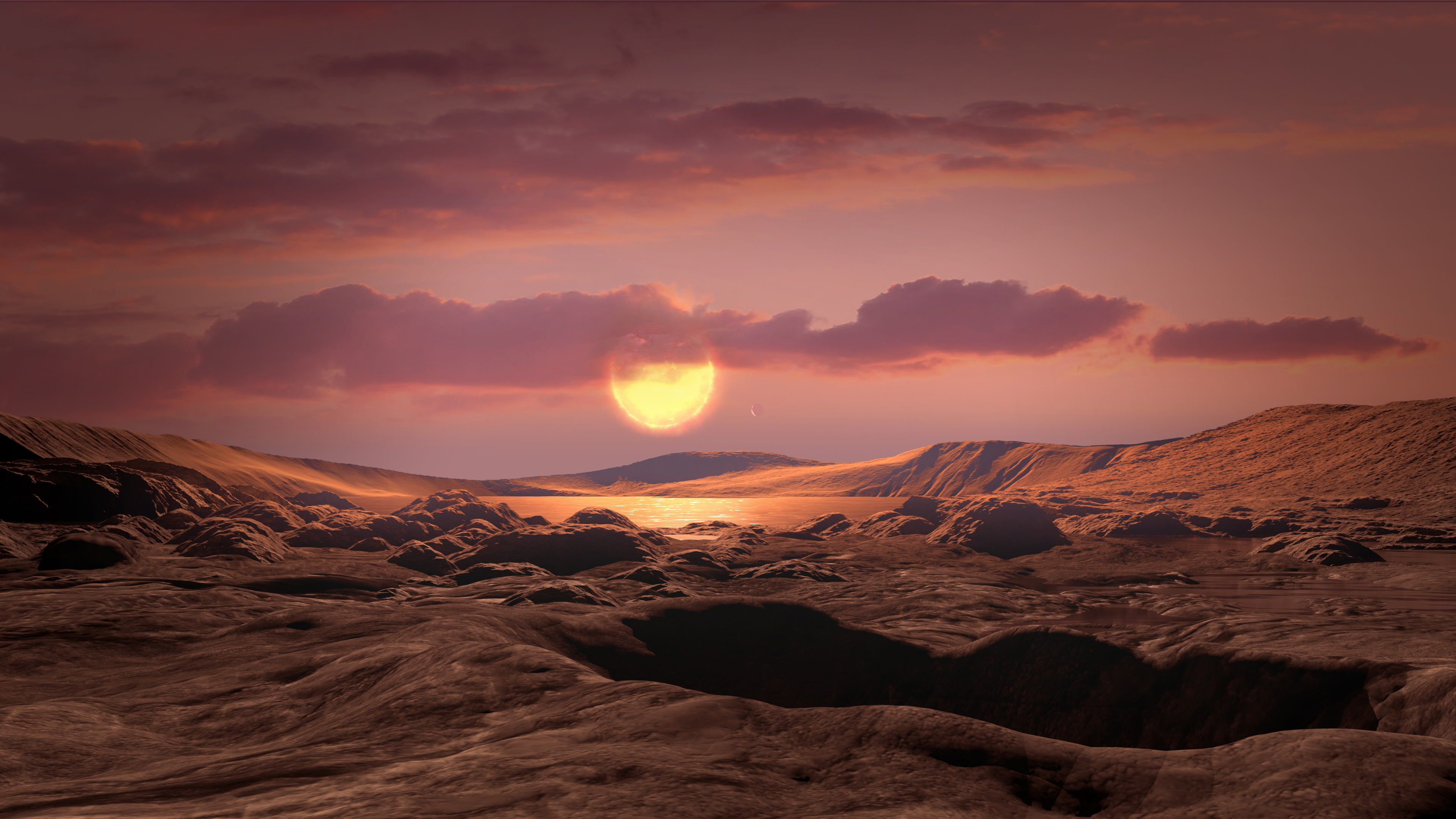
Mô phỏng của hoạ sĩ bằng hành tinh giống Trái Đất nhất.